# Ukkusissat
Ukkusissat ("Fedtstenene", tidligere stavemåde: Uvkusigssat) er en grønlandsk bygd i Avannaata Kommune. Bygden, der har ca. 155 indbyggere (2014), ligger ca. 42 km nord for Uummannaq i Vestgrønland. Ca. 25 km nordøst for Ukkusissat ligger minebyen Maamorilik med minen Den sorte Engel.
I bygdens findes blandt andet en kirke, en klinik, en butik, et forsamlingshus og et vandværk. Størstedelen af indbyggerne er beskæftiget med fiskeri, og meget af fangsten forarbejdes på fabrikken Ice Cap Foods. Der er helikopterforbindelse til bygden via Ukkusissat Helistop.
Bygdens børn undervises på Atuarfia Pilerfik, der har plads til ca. 27 elever fra 1. til 9. klasse. Skolen har tre uddannede lærere og tre timelærere uden læreruddannelse. Skolen blev opført i 1972 og udbygget i 1997. I 2003 blev den kåret til årets skole.